# 山本晃 (写真工学者)
山本晃（やまもと　あきら、1945年 - ）は、日本の写真工学・写真器械器具・写真レンズの研究者。東京工芸大学芸術学部写真学科教授。

## 来歴・人物
東京写真大学短期大学部写真工業科卒業。東京写真大学工学部写真工学科開設とともに、工学部長林一男の依頼で、同大学の応用光学研究室の助手に就任。研究テーマは「写真器械の自動焦点機構の研究」。同大学で写真工学のうち応用光学の分野で諸論文を発表。1976年三角測量の写真工学的アプローチの研鑽のため法政大学文学部地理学科を卒業。17年間東京写真大学工学部で助手を務め、東京工芸大学芸術学部写真学科の創設に尽力。東京工芸大学芸術学部写真学科助教授を経て、東京工芸大学芸術学部教授となる。応用物理、幾何光学、カメラの自動焦点のメカニズムの第一人者であり、東京工芸大学芸術学部の創設に係わり、東京工芸大学工学部写真工学科でレンズとカメラの機構の研究を極め、月刊写真工業に多年に亘ってカメラメカニズムの論文を連載し続けた。芸術学部で助教授就任以降もカメラメカニズムの研究と教育を続け、同大学教授となるも、生涯カメラとレンズのメカニズム・光学器械の自動焦点機構の研究に研鑽を重ねている。

## 主要論文
- 『中判ビューファインダー型カメラの小型・軽量化』（東京工芸大学芸術学部紀要、2000年）
- 『横画面6×4.5cm判カメラの一試案』（東京工芸大学芸術学部紀要、1999年）
- 『写真レンズの3次元性能とその要因』（東京工芸大学短期大学部紀要、1994年）